# Hypolimnas stanleyi
Hypolimnas stanleyi är en fjärilsart som beskrevs av Smith 1890. Hypolimnas stanleyi ingår i släktet Hypolimnas och familjen praktfjärilar. Inga underarter finns listade i Catalogue of Life.